# Hudební fórum Hradec Králové
Královéhradecké Hudební fórum je festival moderní vážné hudby, který společně pořádá Filharmonie Hradec Králové a Český rozhlas 3 — Vltava. Na podzim roku 2007 proběhl jeho třetí ročník.
Vyznačuje se dramaturgií zaměřenou na novou hudbu a stále žijící autory — ve svém třetím ročníku byl například průměr stáří uvedených děl dvacet let. Mezi další zajímavé rysy patří světelný design: prostor za hudebníky je nasvěcován barevnými světly, které reflektují atmosféru hudby změnami barev.
Část koncertů obyčejně odehrává místní filharmie, často jsou však zvány cizí tělesa, např. Komorní orchestr Berg nebo Symfonický orchestr Českého rozhlasu. Mezi autory hraných děl patřila více či méně známá jména v čele s Tan Dunem, Philipem Glassem nebo Stevem Reichem.